# James Blake (tennista)
James Blake (Yonkers, 28 dicembre 1979) è un ex tennista statunitense.
Ha conquistato nel corso della sua carriera 10 titoli ATP in singolare e 7 in doppio.

## Biografia
Figlio di padre afroamericano e madre inglese bianca, ha cominciato a giocare a tennis a 5 anni. All'età di 13 anni gli è stata diagnosticata una scoliosi e per 18 ore al giorno (e dai 13 ai 18 anni) è costretto a portare un corsetto ortopedico, il Boston Brace. Solamente numero 212 nel 2000, nel 2002 - 5 anni dopo l’ablazione definitiva del corsetto - Blake ha vinto il suo primo torneo professionistico, il “Legg Mason Tennis Classic” di Washington, e il 24 luglio 2006 raggiungeva la posizione n. 4 nella classifica ATP: la più alta mai raggiunta da un tennista afroamericano dai tempi di MaliVai Washington, finalista di un Wimbledon e tra i primi 20 giocatori al mondo nel 1996.
In occasione degli US Open 2009 di New York è stata annunciata la Thomas Reynolds Collection, una linea di abbigliamento, accessori e calzature maschili sviluppata da Blake insieme a Fila.
James ha collaborato per diversi mesi con i designer Fila per apportare la sua esperienza di giocatore unita all'attenta ricerca del nome con cui battezzare la collezione. Dopo diverse riflessioni, la scelta del nome è ricaduta su Thomas Reynolds, nome del padre recentemente scomparso.
Il 2012 è un anno importante per la sua vita privata, a giugno è nata la sua prima figlia mentre il 15 novembre si è sposato con Emily Snider, sua compagna dal 2008.

### Carriera sportiva
Nel 2001 fece il suo debutto in Coppa Davis contro l'India, diventando il terzo afro-americano a giocare in questa competizione. Con Serena Williams nel 2003 e Lindsay Davenport nel 2004, ha vinto la Hopman Cup.
Nel 2005 è ritornato a giocare alla grande dopo una paralisi parziale che lo aveva costretto a un ritiro forzato dai campi per più di un anno, vincendo a New Haven ed a Stoccolma ed ha raggiunto i quarti agli US Open dove fu battuto da Andre Agassi al tie-break del quinto set.
Nel 2006 ha vinto a Sydney e a Las Vegas. Successivamente al torneo ATP Masters Series di Indian Wells, nonostante la sconfitta in finale contro Roger Federer, ha raggiunto la posizione numero 9 del ranking ATP, diventando il primo afro-americano dopo Arthur Ashe ad approdare nei primi 10. Nei mesi successivi, dopo le vittorie ad Indianapolis e Bangkok e la finale al Masters di fine anno è arrivato al n.4 (20.11.2006).
Nel 2007 parte bene vincendo di nuovo a Sydney dove ha sconfitto Carlos Moyá in finale, vincerà anche in agosto il torneo di New Haven superando in finale Mardy Fish. Ottiene la finale anche nell'ATP Masters Series di Cincinnati dove è battuto da Federer. Vince, soprattutto, con Andy Roddick e i gemelli Bryan la Coppa Davis 2007, dando agli USA il 32º successo in questa competizione.
Ha iniziato il 2008 raggiungendo i quarti di finale agli Australian Open, e ai Master Series di Miami, di Indian Wells e di Roma. Ha giocato la finale per il 3º posto alle Olimpiadi di Pechino perdendo contro Novak Đoković in due set.
Nel 2009 è arrivato in finale al famoso torneo sull'erba del Queen's battuto da Andy Murray.
Nell'agosto 2013 annuncia il suo ritiro dal tennis professionistico alla fine degli US Open. Gioca l'ultima partita in singolare contro il croato Ivo Karlovic perdendo, al primo turno, al quinto set. Nel doppio perde la sua ultima partita il 29 agosto 2013, sempre al primo turno in coppia con Jack Sock contro Alexander Peya e Bruno Soares per 6-4, 2-6, 2-6.

## Statistiche

### Singolare

#### Vittorie (10)
| Legenda                                                       |
| Grande Slam (0)                                               |
| Tennis Masters Cup / ATP World Tour Finals (0)                |
| Masters Series / ATP World Tour Master 1000 (0)               |
| ATP International Series Gold / ATP World Tour 500 Series (1) |
| ATP International Series / ATP World Tour 250 Series (9)      |

| Numero | Data            | Torneo                                | Superficie  | Avversario in finale | Punteggio        |
| 1.     | 18 agosto 2002  | Legg Mason Tennis Classic, Washington | Cemento     | Paradorn Srichaphan  | 1–6, 7–6(5), 6–4 |
| 2.     | 28 agosto 2005  | Pilot Pen Tennis, New Haven (1)       | Cemento     | Feliciano López      | 3–6, 7–5, 6–1    |
| 3.     | 16 ottobre 2005 | Stockholm Open, Stoccolma (1)         | Cemento (i) | Paradorn Srichaphan  | 6–1, 7–6(6)      |
| 4.     | 15 gennaio 2006 | Medibank International, Sydney (1)    | Cemento     | Igor' Andreev        | 6–2, 3–6, 7–6(3) |
| 5.     | 5 marzo 2006    | Tennis Channel Open, Las Vegas        | Cemento     | Lleyton Hewitt       | 7–5, 2–6, 6–3    |
| 6.     | 23 luglio 2006  | RCA Championships, Indianapolis       | Cemento     | Andy Roddick         | 4–6, 6–4, 7–6(5) |
| 7.     | 1º ottobre 2006 | Thailand Open, Bangkok                | Cemento (i) | Ivan Ljubičić        | 6–3, 6–1         |
| 8.     | 15 ottobre 2006 | Stockholm Open, Stoccolma (2)         | Cemento (i) | Jarkko Nieminen      | 6–4, 6–2         |
| 9.     | 14 gennaio 2007 | Medibank International, Sydney (2)    | Cemento     | Carlos Moyá          | 6–3, 5–7, 6–1    |
| 10.    | 26 agosto 2007  | Pilot Pen Tennis, New Haven (2)       | Cemento     | Mardy Fish           | 7–5, 6–4         |

#### Finali perse (14)
| Legenda                                                       |
| Grande Slam (0)                                               |
| Tennis Masters Cup / ATP World Tour Finals (1)                |
| Masters Series / ATP World Tour Master 1000 (2)               |
| ATP International Series Gold / ATP World Tour 500 Series (2) |
| ATP International Series / ATP World Tour 250 Series (9)      |

| Numero | Data             | Torneo                                                                  | Superficie  | Avversario in finale | Punteggio        |
| 1.     | 25 febbraio 2002 | Regions Morgan Keegan Championships and the Cellular South Cup, Memphis | Cemento (i) | Andy Roddick         | 4–6, 6–3, 5–7    |
| 2.     | 15 luglio 2002   | Campbell's Hall of Fame Championships, Newport                          | Erba        | Taylor Dent          | 1–6, 6–4, 4–6    |
| 3.     | 25 agosto 2003   | TD Waterhouse Cup, Long Island                                          | Cemento     | Paradorn Srichaphan  | 2–6, 4–6         |
| 4.     | 8 agosto 2005    | Citi Open, Washington                                                   | Cemento     | Andy Roddick         | 5–7, 3–6         |
| 5.     | 20 marzo 2006    | Indian Wells Masters, Indian Wells                                      | Cemento     | Roger Federer        | 5–7, 3–6, 0–6    |
| 6.     | 19 giugno 2006   | Queen's Club Championships, Londra (1)                                  | Erba        | Lleyton Hewitt       | 4–6, 4–6         |
| 7.     | 20 novembre 2006 | Tennis Masters Cup, Shanghai                                            | Cemento (i) | Roger Federer        | 0–6, 3–6, 4–6    |
| 8.     | 4 febbraio 2007  | Delray Beach International Tennis Championships, Delray Beach (1)       | Cemento     | Xavier Malisse       | 7–5, 4–6, 4–6    |
| 9.     | 22 luglio 2007   | Los Angeles Open, Los Angeles                                           | Cemento     | Radek Štěpánek       | 6(7)–7, 7–5, 2–6 |
| 10.    | 19 agosto 2007   | Cincinnati Masters, Cincinnati                                          | Cemento     | Roger Federer        | 1–6, 4–6         |
| 11.    | 17 febbraio 2008 | Delray Beach International Tennis Championships, Delray Beach (2)       | Cemento     | Kei Nishikori        | 6–3, 1–6, 4–6    |
| 12.    | 20 aprile 2008   | U.S. Men's Clay Court Championships, Houston                            | Terra rossa | Marcel Granollers    | 4–6, 6–1, 5–7    |
| 13.    | 10 maggio 2009   | Estoril Open, Estoril                                                   | Terra rossa | Albert Montañés      | 7–5, 6(6)–7, 0–6 |
| 14.    | 14 giugno 2009   | Queen's Club Championships, Londra (2)                                  | Erba        | Andy Murray          | 5–7, 4–6         |

### Doppio

#### Vittorie (7)
| Legenda                                                       |
| Grande Slam (0)                                               |
| Tennis Masters Cup / ATP World Tour Finals (0)                |
| Masters Series / ATP World Tour Master 1000 (1)               |
| ATP International Series Gold / ATP World Tour 500 Series (0) |
| ATP International Series / ATP World Tour 250 Series (6)      |

| Numero | Data             | Torneo                                                        | Superficie     | Compagno      | Avversari in finale               | Punteggio           |
| 1.     | 12 agosto 2002   | Cincinnati Masters, Cincinnati                                | Cemento        | Todd Martin   | Mahesh Bhupathi Maks Mirny        | 7–5, 6–3            |
| 2.     | 10 marzo 2003    | Tennis Channel Open, Scottsdale                               | Cemento        | Mark Merklein | Lleyton Hewitt Mark Philippoussis | 6–4, 6(2)–7, 7–6(5) |
| 3.     | 15 febbraio 2004 | SAP Open, San Jose                                            | Cemento indoor | Mardy Fish    | Rick Leach Brian MacPhie          | 6–2, 7–5            |
| 4.     | 19 aprile 2004   | U.S. Men's Clay Court Championships, Houston (1)              | Cemento        | Mardy Fish    | Rick Leach Brian MacPhie          | 6–3, 6–4            |
| 5.     | 3 maggio 2004    | BMW Open, Monaco di Baviera                                   | Terra rossa    | Mark Merklein | Julian Knowle Nenad Zimonjić      | 6–2, 6–4            |
| 6.     | 15 aprile 2012   | U.S. Men's Clay Court Championships, Houston (2)              | Cemento        | Sam Querrey   | Treat Conrad Huey Dominic Inglot  | 7–6(14), 6–4        |
| 7.     | 3 marzo 2013     | Delray Beach International Tennis Championships, Delray Beach | Cemento        | Jack Sock     | Maks Mirny Horia Tecău            | 6–4, 6–4            |

#### Finali perse (3)
| Legenda                                                       |
| Grande Slam (0)                                               |
| Tennis Masters Cup / ATP World Tour Finals (0)                |
| Masters Series / ATP World Tour Master 1000 (0)               |
| ATP International Series Gold / ATP World Tour 500 Series (2) |
| ATP International Series / ATP World Tour 250 Series (1)      |

| Numero | Data             | Torneo                                                                  | Superficie  | Compagno     | Avversari in finale        | Punteggio        |
| 1.     | 27 febbraio 2006 | Regions Morgan Keegan Championships and the Cellular South Cup, Memphis | Cemento (i) | Mardy Fish   | Chris Haggard Ivo Karlović | 6–0, 5–7, [5–10] |
| 2.     | 28 ottobre 2007  | Swiss Indoors, Basilea                                                  | Sintetico   | Mark Knowles | Bob Bryan Mike Bryan       | 1–6, 1–6         |
| 3.     | 24 febbraio 2013 | U.S. National Indoor Tennis Championships, Memphis (2)                  | Cemento (i) | Jack Sock    | Bob Bryan Mike Bryan       | 1–6, 2–6         |

## Risultati nei tornei del Grande Slam
| Torneo             | 2013 | 2012 | 2011 | 2010 | 2009 | 2008 | 2007 | 2006 | 2005 | 2004 | 2003 | 2002 | 2001 | 2000 | 1999 | Titoli |
| ------------------ | ---- | ---- | ---- | ---- | ---- | ---- | ---- | ---- | ---- | ---- | ---- | ---- | ---- | ---- | ---- | ------ |
| Australian Open    | -    | -    | -    | 2T   | 4T   | QF   | 4T   | 3T   | 2T   | 4T   | 2T   | -    | -    | -    | -    | 0      |
| Roland Garros      | 1T   | 1T   | -    | -    | 1T   | 2T   | 1T   | 3T   | 2T   | -    | 2T   | 2T   | -    | -    | -    | 0      |
| Wimbledon          | 2T   | 1T   | 1T   | 1T   | 1T   | 2T   | 3T   | 3T   | 1T   | -    | 2T   | 2T   | -    | -    | -    | 0      |
| US Open            | 1T   | 3T   | 2T   | 3T   | 3T   | 3T   | 4T   | QF   | QF   | -    | 3T   | 3T   | 2T   | -    | 1T   | 0      |
| Tennis Masters Cup | -    | -    | -    | -    | -    | -    | -    | F    | -    | -    | -    | -    | -    | -    | -    |        |